# Hiddenseer Goldschmuck
Der Hiddenseer Goldschmuck, auch als Goldschatz von Hiddensee bezeichnet, ist ein aus 16 Teilen bestehendes Sammlungsstück der archäologischen Sammlung des Stralsund Museums in der Hansestadt Stralsund. Der aus Gold gefertigte Schmuck wurde nach den Angaben mehrerer Finder zwischen 1872 und 1874 als Strandgut bei Neuendorf auf der Ostseeinsel Hiddensee gefunden und gilt als ein herausragendes Beispiel der Goldschmiedekunst der Wikinger.

## Beschreibung

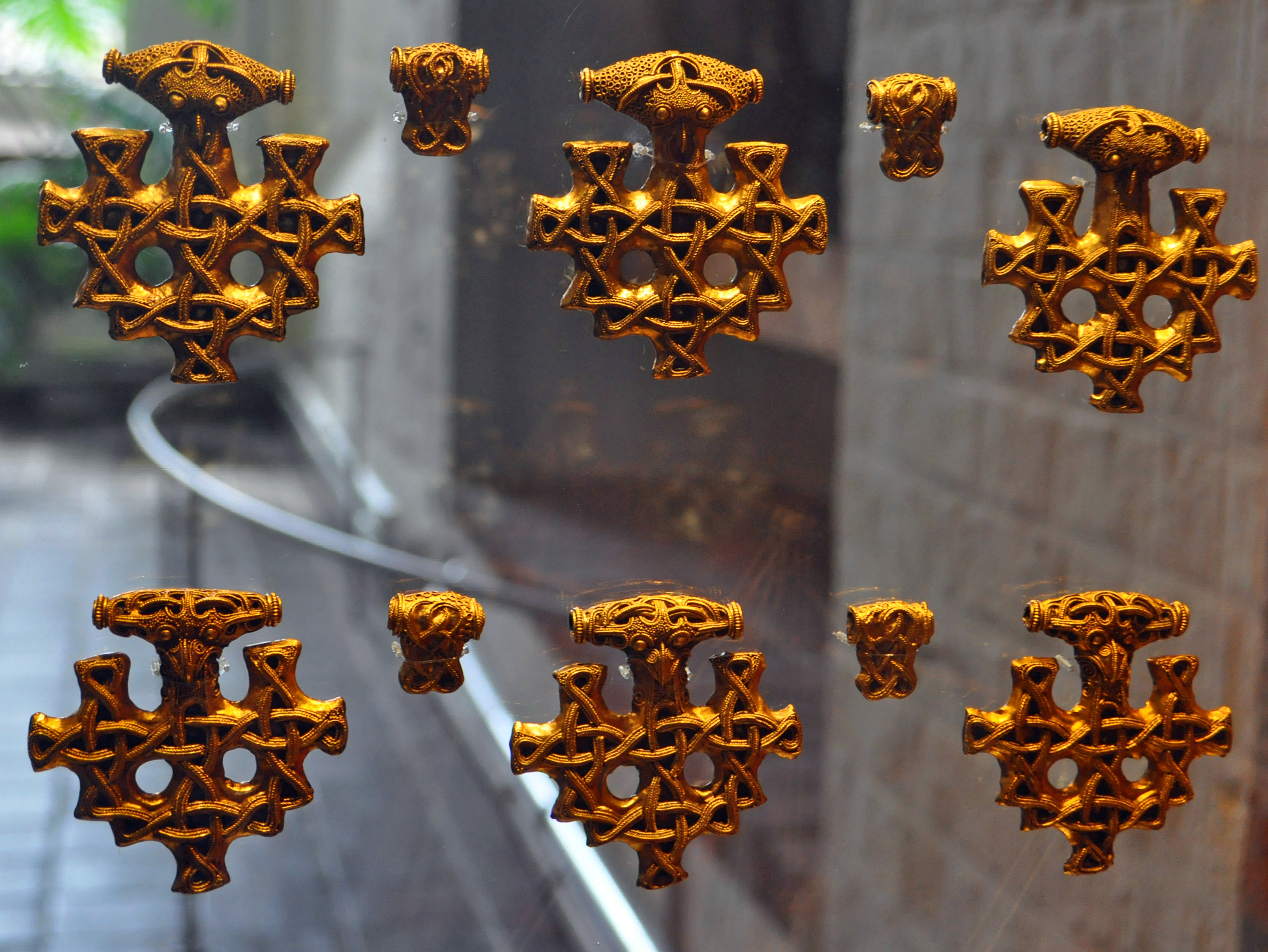
Kopie des Goldschmucks im Stralsunder Kulturhistorischen Museum (2014)

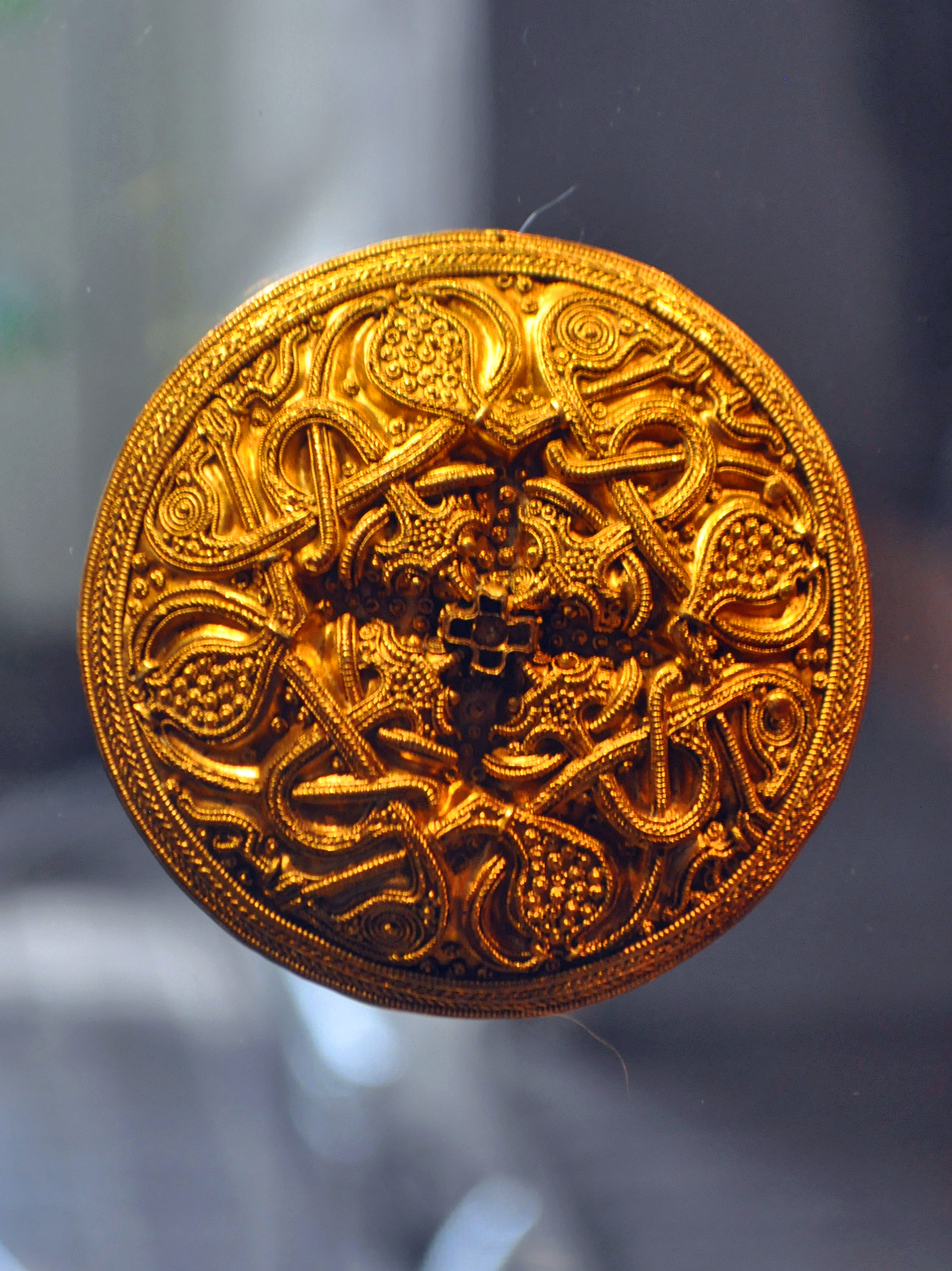
Detail der Kopie (2014)

Der erhaltene Teil des Schatzes besteht aus einem 44 Zentimeter langen Halsring, einer Scheibenfibel, vier kleineren und sechs größeren Hängekreuzen und vier Zwischengliedern. Das Goldgewicht beträgt 598,2 Gramm (Goldgehalt zwischen 93 und 97 Prozent).
Der Halsring besteht aus vier Golddrähten, die miteinander verdrillt sind. Die Enden sind geplättet und punziert. Der Durchmesser des massiven Rings beträgt 12,5 Zentimeter, die Enden sind als Haken-Ösen-Verschluss ausgeführt.
Die Hängekreuze tragen als Hauptmotiv einen Vogelkopf. Diese Dekore wurden mit Modeln aufgepresst. Der Schmuck weist reiche Verzierungen mit Filigranen und Granulationen auf. Die Anhänger sind mit Filigranflechtband verziert. Die sechs großen Anhänger sind sehr ähnlich ausgeführt. Von den kleineren Anhängern ähneln zwei den größeren Stücken, die anderen beiden sind reich granuliert.
Die Scheibenfibel ist auf ihrer Schauseite reich mit nordischen Tierornamenten verziert. Ihr Zentrum bildet eine kreuzförmige Zelle. Vier miteinander verschlungene Tiere berühren die Zwickel des Kreuzes mit ihren Schnäbeln. Die Scheibe wird von drei geperlten, filigranen Drähten eingefasst. Die blanke Rückseite weist Reste der Halterung auf.
Die vier Zwischenglieder sind aus dünnem Goldblech gefertigte und granulierte Hohlkörper. Sie waren wahrscheinlich Abstandhalter zwischen den Hängekreuzen. Da die vorhandenen Stücke nicht passgenau sind, ist davon auszugehen, dass zum Schmuck ursprünglich weitere Teile gehörten.
Die Kombination aus dem Material und den Schmuckformen weist diesen Schmuck als Besonderheit aus; vergleichbare Stücke wurden nur in Haithabu und York gefunden.

## Geschichte
Die Schmuckstücke wurden um 970/980 gefertigt. Den schmalen Halsring trug wahrscheinlich eine Frau oder ein Kind. Die Scheibenfibel lässt als Besitzerin eine reiche Wikingerin vermuten. Nachweise für den ursprünglichen Besitzer gibt es jedoch nicht. Der dänische König Harald Blauzahn wurde allerdings mit dem Besitz in Verbindung gebracht.

## Geschichte der Ausstellungsstücke
Rudolf Baier, Gründer des Provinzial-Museums für Neuvorpommern und Rügen in Stralsund, ging davon aus, dass ein Großteil des Schmucks bei einem Sturmhochwasser am 13. November 1872 am Neuendorfer Strand der Insel Hiddensee freigespült wurde. Sein Nachfolger Otto Gummel war dagegen der Meinung, der Schmuck müsse aus dem an der Fundstelle gestrandeten Kutter Klara Karl stammen, da die Stücke keine Beschädigungen aufwiesen; seine Theorie, dass es sich um Diebesgut handele, konnte sich jedoch nicht durchsetzen.
Wahrscheinlich war der Schmuck in einem keramischen Gefäß mit einer acht Zentimeter großen Mündung verborgen, worauf der Zustand des Halsringes beim Fund hinweist. Er war zu diesem Zeitpunkt doppelt gebogen.
Der Segelmacher Linsen ließ die Inselbehörden im Juni 1873 wissen, er habe kürzlich am Neuendorfer Strand sieben goldene Schmucksachen gefunden. Diese kaufte Rudolf Baier für 500 Mark für das Stralsunder Museum. Ebenfalls im Juni 1873 kaufte der Stralsunder Goldschmied Ahrens von einer Frau, die behauptete, die Teile im November und Dezember 1872 gefunden zu haben, ein kleines Zwischenglied des Schmucks und am 5. August 1873 ein kleines Hängekreuz für zusammen 90 Mark. Nach dem Sturmhochwasser vom 18. Februar 1874 wurden weitere Stücke am Strand gefunden. Der Regierungspräsident Ulrich von Behr-Negendank schenkte dem Museum ein großes Hängestück, das eine Frau Striesow dem Goldschmied Petschler verkauft hatte.
Rudolf Baier verpflichtete die Fischer von Hiddensee, alle Stücke, die sie fänden, an das Museum abzuliefern. Er zahlte ihnen dafür 4,10 Mark je Gramm. Für fast 2257 Mark erwarb das Museum stückweise weitere Teile. Der Goldschmuck hat heute einen Versicherungswert von über 70 Millionen Euro.
In der ständigen Ausstellung des Museums wurde eine originalgetreue, nach 1990 am Römisch-Germanischen Museum Köln gefertigte Nachbildung gezeigt, das Original war bis 2015 im Archiv des Museums verwahrt und wurde nur zu besonderen Anlässen präsentiert. Im Rahmen einer vom Dänischen Nationalmuseum, vom Britischen Museum und dem Museum für Vor- und Frühgeschichte organisierten Wanderausstellung wurde der Schmuck seit Juni 2013 in Kopenhagen, London und Berlin präsentiert.
Nach einem Umbau der Ausstellungsbereiche ist der Schmuck seit dem 12. Dezember 2015 im Original ausgestellt.

## Rezeption
Ein Teil des Hiddenseer Goldschmucks wurde im Briefmarken-Jahrgang 1976 der Deutschen Post der DDR in der Serie „Archäologische Funde“ geführt.

## Belege
1. ↑  Herbert Ewe: Hiddensee. VEB Hinstorff Verlag, Rostock 1983, S. 136.
2. ↑  Archäologische Sammlung Übersicht auf der Website des Stralsund Museums stralsund-museum.de. Abgerufen am 29. März 2021.